# 부온돈현
부온돈현(베트남어: Huyện Buôn Đôn / 縣逩敦)은 베트남 중부 고원 지방 닥락성의 현이다.

## 행정 구역
부온돈현은 1시진, 10사를 관할하고 있다.

### 사
- 애아웨르 사 (Xã Ea Wer, 亞外社)
- 꾸오르끄니어 사 (Xã Cuôr Knia)
- 애아바르 사 (Xã Ea Bar, 亞巴社)
- 애아후아 사 (Xã Ea Huar, 亞霍社)
- 애아누올 사 (Xã Ea Nuôl, 亞諾社)
- 떤호아 사 (Xã Tân Hòa, 新和社)
- 끄롱나 사 (Xã Krông Na)

## 갤러리

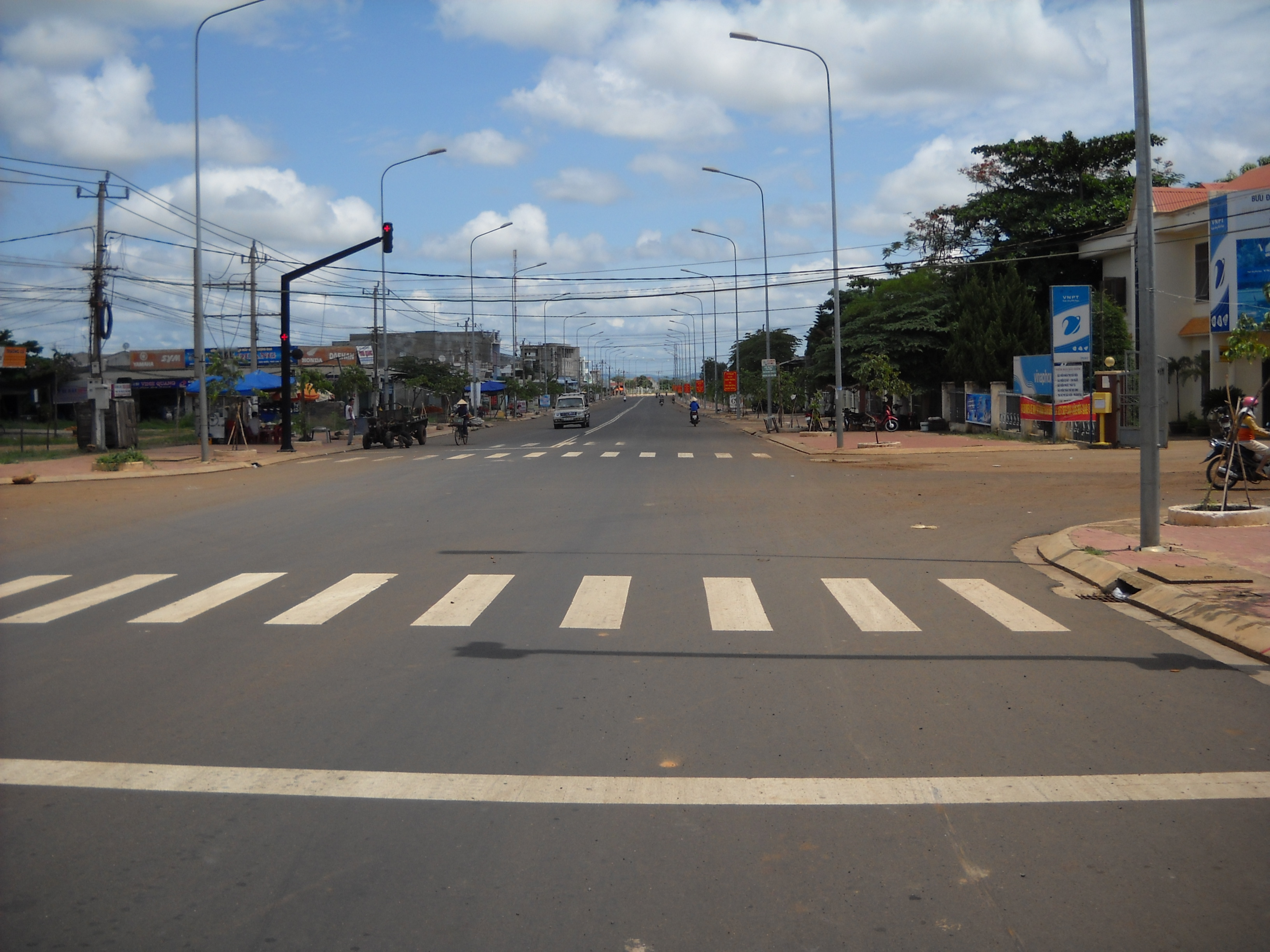
부온돈으로 가는 길
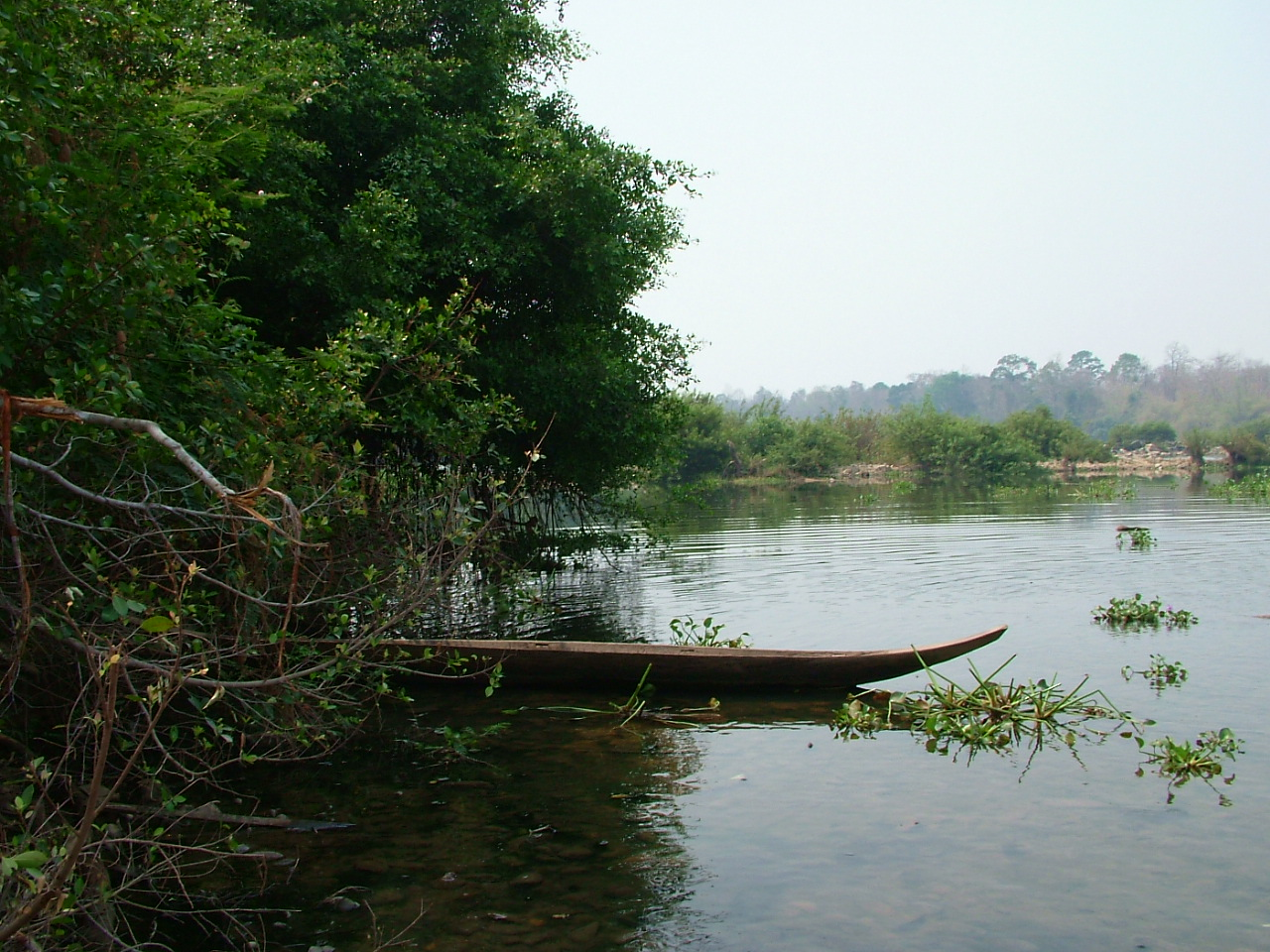
반돈의 구석
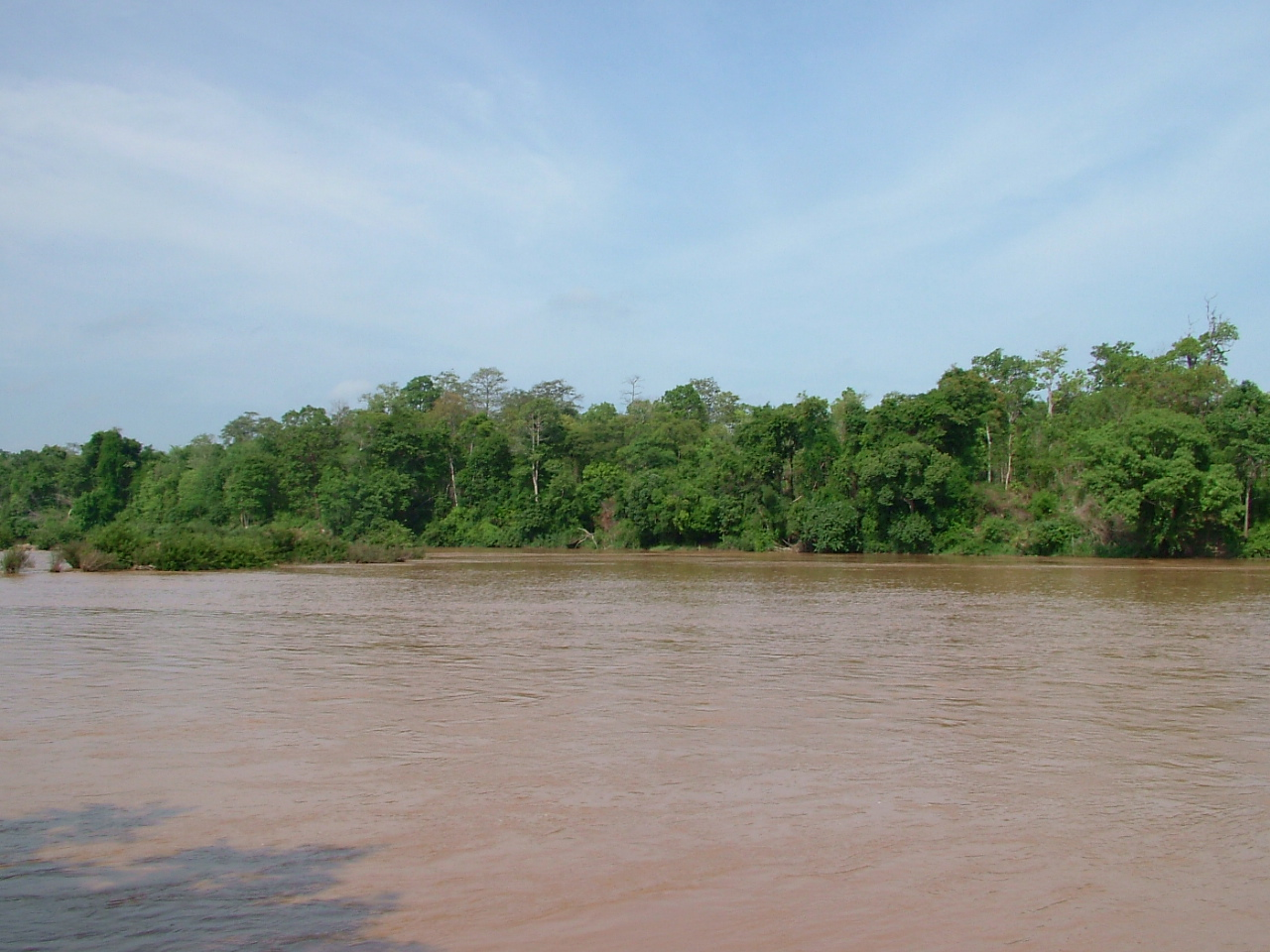
욕돈 국립공원
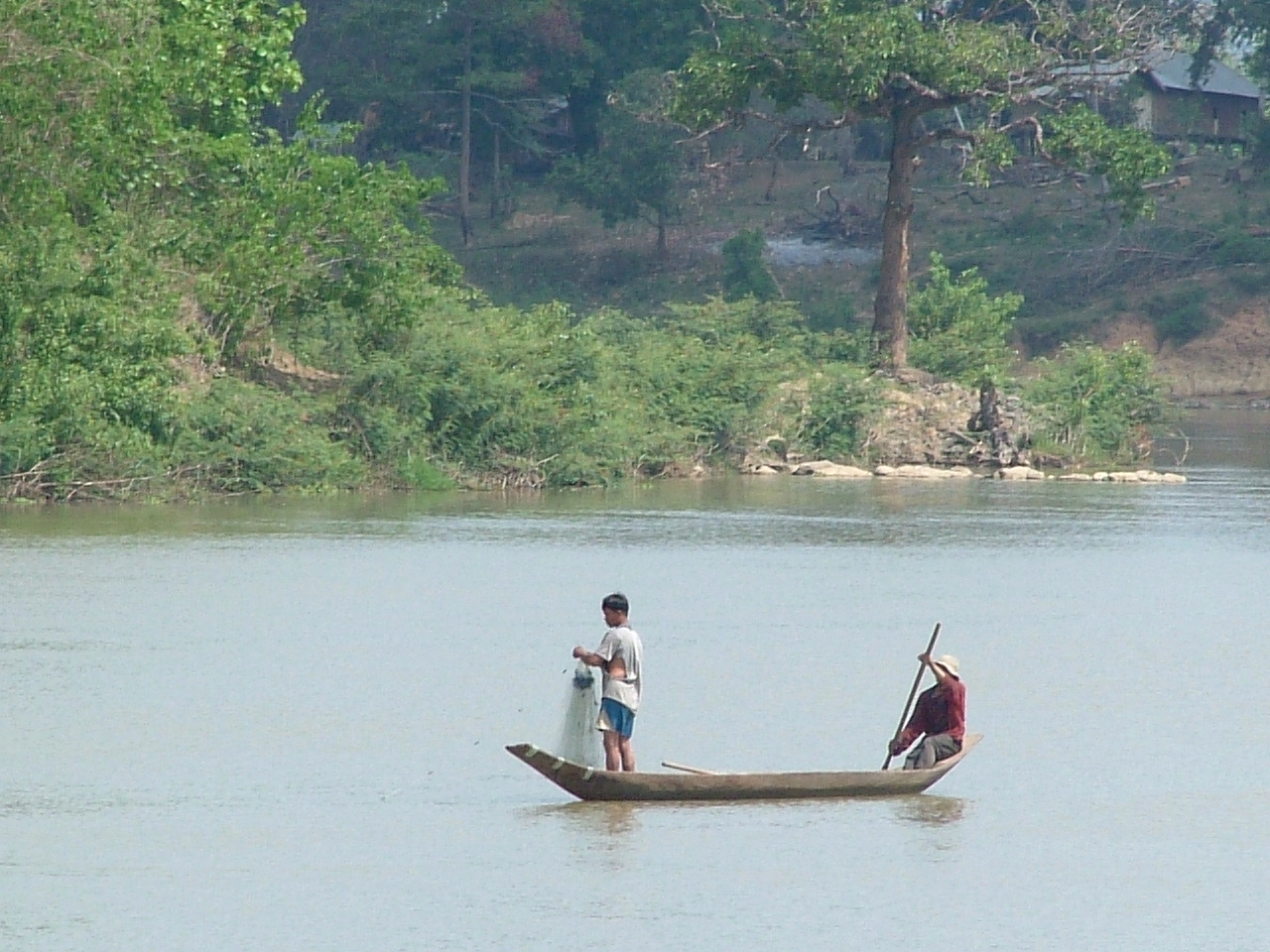
반돈
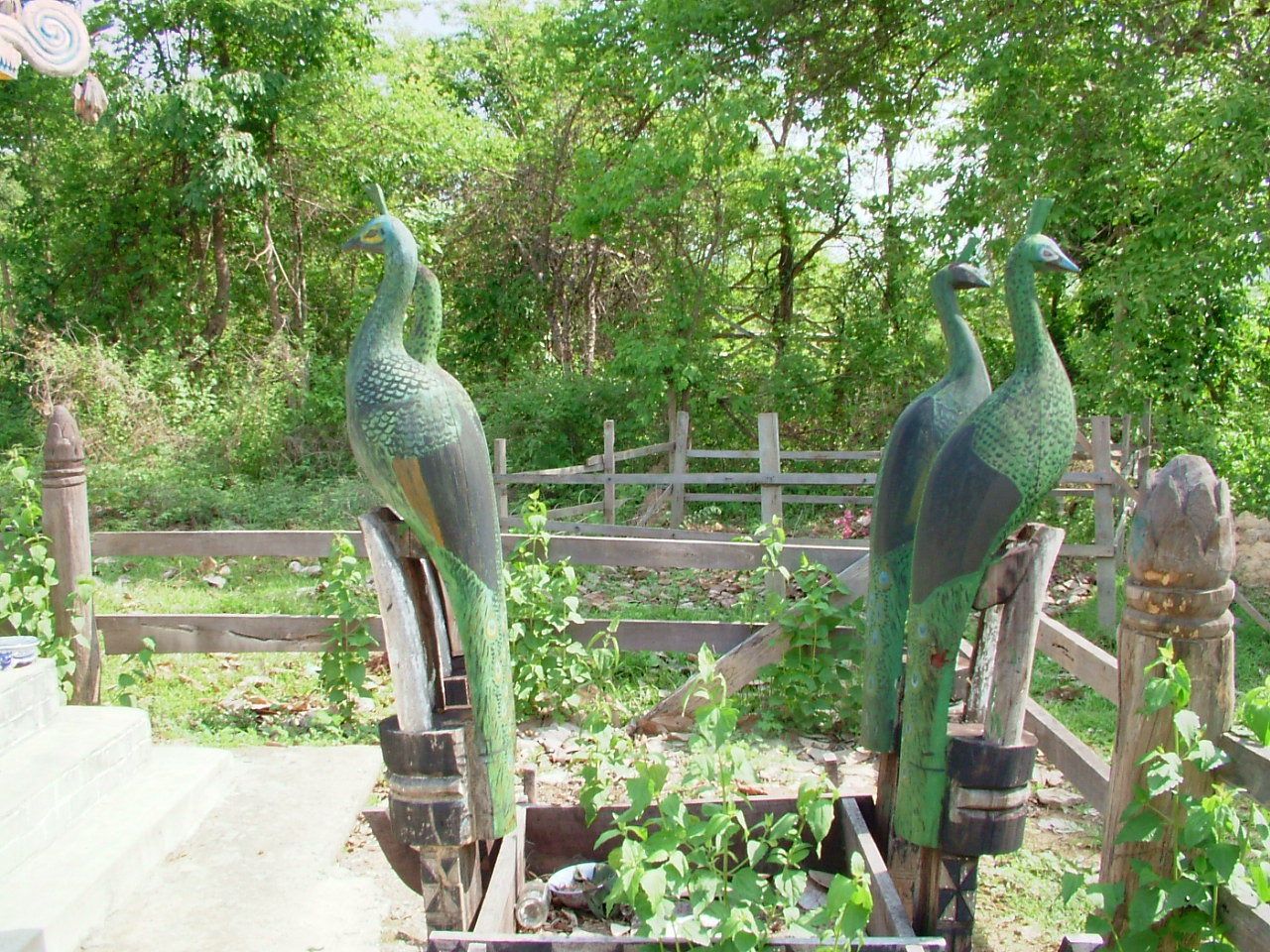
부온돈의 묘 비석
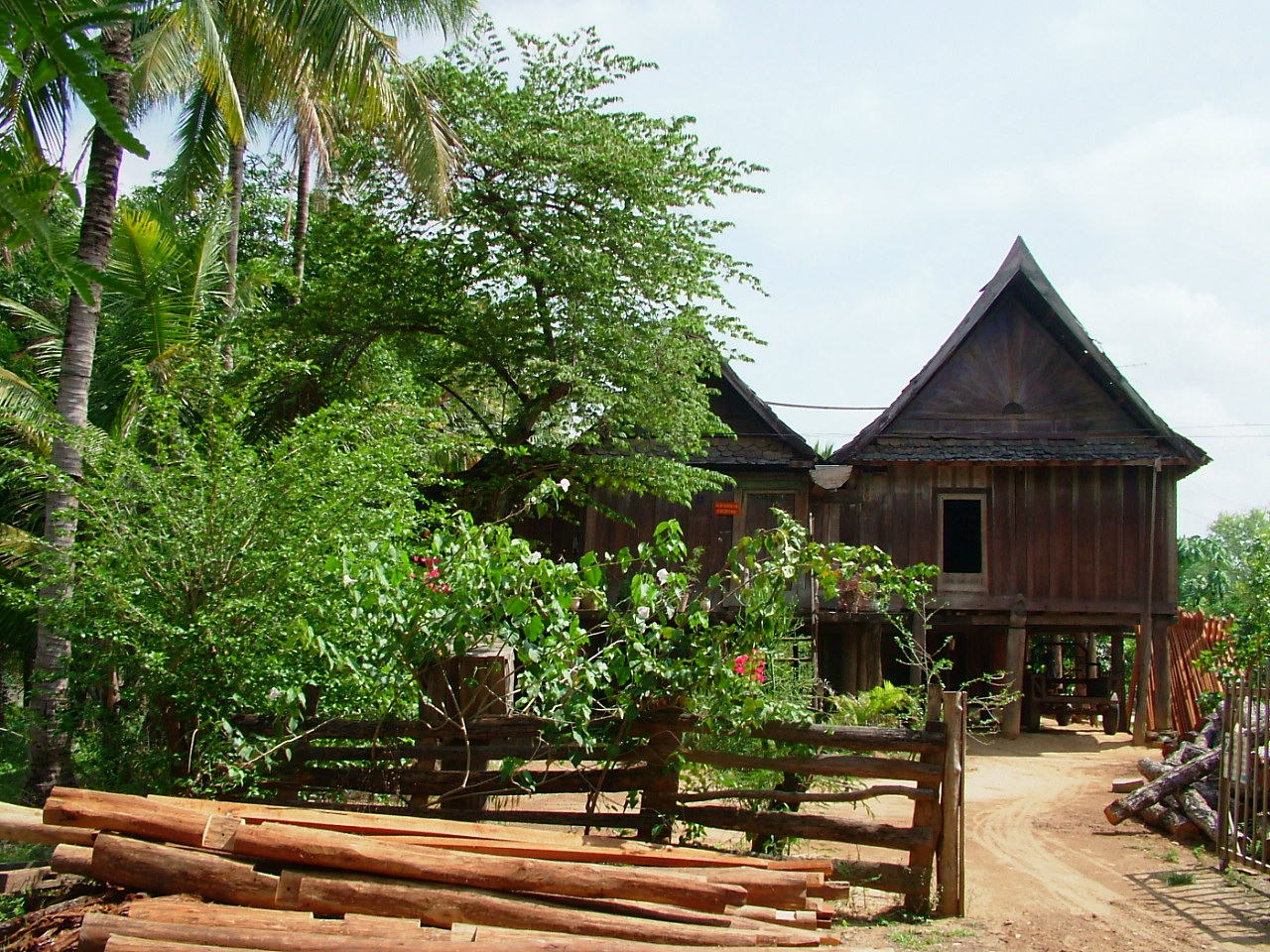
번돈의 고택